# Manuel Álvarez-Uría
Manuel Álvarez-Uría Rico-Villademoros es un Catedrático de Biología Celular de nacionalidad española, que ocupó la Presidencia de la Real Academia de Medicina del Principado de Asturias por más de una década hasta 2015. Obtuvo el Premio Nacional de Investigación Científica Gregorio Marañón en 1972, y el Premio Nacional de Investigación Santiago Ramón y Cajal en 1973 por sus investigaciones ultraestructurales del sistema neuroendocrino. Su Lección Inaugural de apertura de cursos universitarios, en ceremonia presidida por los reyes de España y celebrada con motivo del 400 aniversario de la fundación de la Universidad de Oviedo, fue reseñada en diversos medios españoles en 2007. Nació en Oviedo, el 1 de julio de 1943.

## Educación
Se Licenció en Medicina y Cirugía en la Universidad de Valladolid en 1966. Se especializó en Cirugía General y Cirugía Reparadora y posteriormente en Anatomía Patológica. Obtuvo el Doctorado en Medicina de la Universidad Complutense de Madrid con Premio Extraordinario, mediante tesis desarrollada en el Instituto Cajal del Consejo Superior de Investigaciones Científicas (C.S.I.C.), bajo la dirección del Profesor Alfredo Carrato Ibáñez. Realizó ampliación de estudios en las universidades de París y Harvard.

## Carrera
Por una década desde 1967, Álvarez-Uría fue profesor de Histología en las Universidades Complutense y Autónoma de Madrid, Alcalá de Henares, Salamanca y Colegio Universitario de Toledo. En 1977 fue Catedrático de Citología en la Universidad de Salamanca. Tras ganar una plaza como investigador en el Instituto Cajal fue distinguido con diversas becas, entre ellas de las Fundaciónes Juan March y Eugenio Rodríguez Pascual, el Comité Conjunto España-EE. UU. (Comisión Fulbright) y los National Institutes of Health (NIH).
Desde 1978 es Catedrático de Biología Celular en el Departamento de Morfología y Biología Celular, Facultades de Biología y Medicina, Universidad de Oviedo, donde ejerció la docencia hasta 2013. Ha impartido seminarios y conferencias en diversas universidades dentro y fuera de España. En Oviedo dirigió decenas de tesis de postgrado y cursos de especialización y extensión. Su laboratorio llevó a cabo minuciosos estudios de la ultraestructura de células de la glándula pineal, la glándula de Harder, y de varios tipos de neuronas neurosecretoras especializadas del sistema nervioso central del hámster y de otras especies de mamíferos. Sus obra ha sido citada en las siguientes páginas de Wikipedia: Acetato de uranilo, Célula, Eritroblasto, Ciclo celular, y Neurona.
Durante su ejercicio como directivo de la Real Academia de Medicina del Principado de Asturias, se creó y consolidó el Premio Internacional Hipócrates de Investigación Médica sobre Nutrición Humana, hasta ahora otorgado a casi una veintena de investigadores destacados del campo.
Ha ocupado igualmente los siguientes cargos administrativos:
- Director de la Escuela Universitaria de Enfermería de la Universidad de Oviedo, de la que es Director Honorario.

- Director de los Colegios Mayores San Gregorio y América de Oviedo, del que es Colegial de Honor.
- Director de Acción Social de la Universidad de Oviedo.
- Director de la Escuela de Medicina del Deporte de la Universidad de Oviedo.
- Director del Departamento de Morfología y Biología Celular de la Universidad de Oviedo.
- Vicerrector de Estudiantes de la Universidad de Oviedo.

Ha sido representante de la Universidad de Oviedo ante el Real Instituto de Estudios Asturianos, el  Consejo Social de la Universidad,  el Consejo de Inserción del Principado de Asturias, el Patronato de la Fundación Española para la Ciencia y la Tecnología (FYCIT), el Consejo de Cultura de Asturias, la Comisión Regional de Investigación, y el Consejo de Comunidades Asturianas, del que fue vicepresidente.
Conjuntamente con Gabino González González, en 1972 Álvarez-Uría publicó un texto biográfico sobre Santiago Ramón y Cajal. Desde  1978 colabora con asiduidad en periódicos y revistas de Asturias con artículos de divulgación, y en la coordinación de la edición de enciclopedias y otras publicaciones.

## Obra

### Artículos
Publicó numerosos artículos científicos originales sobre la ultraestructura de diversas células secretoras en mamíferos. Los más citados son:
- López, J. M.; Tolivia, J.; Díaz, C.; Alvarez-Uría, M. (1990-11). «Ultrastructural study of lamellar and nucleolus-like bodies in the harderian gland during postnatal development of the hamster ( Mesocricetus auratus ): Ultrastructural Study Of Harderian Gland». The Anatomical Record (en inglés) 228 (3): 247-254. doi:10.1002/ar.1092280303[13]
- López, José M.; Tolivia, Jorge; Alvarez-Uría, Manuel (1992-08). «Postnatal development of the harderian gland in the Syrian golden hamster ( Mesocricetus auratus ): A light and electron microscopic study: Harderian Gland Development». The Anatomical Record (en inglés) 233 (4): 597-616. doi:10.1002/ar.1092330414[14]

- López, J. M.; Tolivia, J.; Alvarez-Uría, M.; Payne, A. P.; McGadey, J.; Moore, M. R. (1993-03). «An electron microscopic study of the harderian gland of the Syrian hamster with particular reference to the processes of formation and discharge of the secretory vacuoles: Harderian gland of hamster. The Anatomical Record (en inglés) 235 (3): 342-352. doi:10.1002/ar.1092350303[15]

### Libros
- Gonzalez Gonzalez, Gabino; Alzarez-Uria, Manuel (1984). La glándula pineal de los mamíferos. Universidad de Oviedo. ISBN 978-84-7468-095-9.[16]

- Paniagua R, Nistal M, Sesma P, Álvarez-Uría M, Fraile B (D.L. 1993): Citología e histología vegetal y animal : biología de las células y tejidos animales y vegetales ([1a. ed. en español] edición). McGraw-Hill. ISBN 84-481-0227-4. OCLC 434797946.[17]
- Paniagua R, Nistal M, Sesma P, Álvarez-Uría M, Anadón R, Fraile B, Sáez FJ, de Miguel MP (1997): Citlología e histlogía vegetal y animal : biología de las celulas y tejidos animales y vegetales (2a. ed edición). McGraw-Hill. ISBN 84-486-0181-5. OCLC 41021296.[18]
- Paniagua R, Nistal M, Sesma P, Álvarez-Uría M, Anadón R, Fraile B, Sáez FJ, de Miguel MP (1999): Biología celular (1a ed edición). McGraw-Hill Interamericana. ISBN 84-486-0223-4. OCLC 45188469[19]
- Paniagua R, Nistal M, Sesma P, Álvarez-Uría M, Anadón R, Fraile B, Sáez FJ (2002): Citología e histología vegetal y animal : biología de las celulas y tejidos animales y vegetales (3a ed edición). McGraw-Hill Interaméricana. ISBN 84-486-0436-9. OCLC 52535450.[20]
- Paniagua R, Nistal M, Sesma P, Álvarez-Uría M, Anadón R, Fraile B, Sáez FJ (2003):. Biología celular (2a ed edición). McGraw-Hill Interamericana. ISBN 84-486-0511-X. OCLC 54850781.[21]
- Álvarez-Uría Rico-Villademoros, Manuel (2007). Estrés y enfermedad [lección inaugural del curso 2007-2008]. Ediciones de la Universidad de Oviedo.[22]
- Álvarez-Uría M, Riera P (2007):   Diccionario Médico Científico Y Divulgativo, Editorial Madú. Asturias.ISBN 9788495998682.[23]
- Paniagua, R; Nistal, M; Sesma, P; Álvarez-Uría, M; Fraile, B; Anadón, R; Sáez, FJ (2017). Biología Celular y Molecular. Madrid: McGraw Hill. 4 ed. ISBN 9788448612979.[24]

## Honores
- Premio Nacional de Investigación “Gregorio Marañón” (1972).[25]
- Premio Nacional de Investigación “Santiago Ramón y Cajal” (1973),[25] recibido conjuntamente con el investigador Gabino González González.[26]
- Designado por su alma mater para impartir la Lección Inaugural de apertura de clases universitarias españolas 2007, en ceremonia especial en el paraninfo de la Universidad de Oviedo con presencia de los reyes de España y otros altos dignatarios, con ocasión del cuarto centenario de vida de la institución.[4]